# Vicco
Vicco – miasto w Stanach Zjednoczonych, w stanie Kentucky, w hrabstwie Perry.